# Андрианов, Владислав Васильевич
Владисла́в Васи́льевич Андриа́нов (род. 19 января 1948, Вешкаймский район, Ульяновская область) — советский легкоатлет, специалист по бегу на короткие дистанции. Выступал на всесоюзном уровне в конце 1960-х — начале 1970-х годов, обладатель бронзовой медали чемпионата СССР, победитель Спартакиады народов РСФСР, призёр первенств всесоюзного и всероссийского значения. Представлял Ульяновск и Минск, физкультурно-спортивное общество «Динамо». Мастер спорта СССР. Тренер по лёгкой атлетике, старший преподаватель кафедры физической культуры и спорта Ульяновского института гражданской авиации. Заслуженный учитель Российской Федерации (1998).

## Биография
Владислав Андрианов родился 19 января 1948 года в деревне Насакино Вешкаймского района Ульяновской области. В детстве играл в футбол и хоккей, пробовал себя в гребле на байдарках, а во время учёбы в девятом классе серьёзно занялся лёгкой атлетикой — проходил подготовку в Ульяновске под руководством заслуженного тренера РСФСР Виктора Ивановича Орешкина, выступал за физкультурно-спортивное общество «Динамо». Около года провёл в Минске, представлял Белорусскую ССР, затем вернулся в Ульяновск.
В 1968 году на молодёжном первенства СССР в Москве одержал победу в беге на 200 метров, с командой РСФСР стал серебряным призёром в эстафетах 4 × 100 и 4 × 400 метров. Рассматривался в качестве кандидата на участие в летних Олимпийских играх в Мехико.
В 1970 году на чемпионате СССР в Минске вместе с партнёрами по российской команде Игорем Хлоповым, Алексеем Тарановым и Евгением Борисенко завоевал бронзовую награду в зачёте эстафеты 4 × 400 метров, уступив только сборным Ленинграда и Москвы.
В 1971 году на V Спартакиаде народов РСФСР в Ростове-на-Дону победил в беге на 200 метров и в эстафете 4 × 100 метров.
В 1972 году отметился победой на международной «Динамиаде» социалистических стран в Сочи.
После завершения спортивной карьеры в 1973 году в течение 35 лет работал преподавателем в Ульяновском физкультурном педагогическом училище № 3 (ныне Ульяновское училище (техникум) олимпийского резерва). Удостоен почётного звания «Заслуженный учитель Российской Федерации» (1998).
В начале 1990-х годов избирался председателем Федерации лёгкой атлетики Ульяновской области.
В 2007—2009 годах занимал должность исполнительного директора ульяновского хоккейного клуба «Волга».
С 2009 года более 10 лет преподавал на кафедре физической культуры и спорта Ульяновского института гражданской авиации. Проявил себя на тренерском поприще, среди его воспитанников такие известные ульяновские легкоатлеты как Николай Губин, Игорь Ерастов, Игорь Баринов, Фаина Сафиуллова и др. Отличник народного просвещения. Ветеран труда.